# Забияка (Гомельский район)
Забияка (бел. Забія́ка) — посёлок в Красненском сельсовете Гомельского района Гомельской области Республики Беларусь.

## География

### Расположение
В 1 км на север от Гомеля.

## Транспортная сеть
Транспортные связи по дорогам, идущим от Гомеля. Планировка состоит из короткой, почти широтной улицы, застроенной деревянными домами усадебного типа.

## История
Основан в начале XX века переселенцами из соседних деревень. В 1926 году в Красненском сельсовете Гомельского района Гомельского округа. В 1931 году жители вступили в колхоз. Во время Великой Отечественной войны 8 жителей погибли на фронте. В 1959 году в составе колхоза «Победа» (центр — деревня Красное).

## Население

### Численность
- 2004 год — 42 хозяйства, 107 жителей.

### Динамика
- 1926 год — 20 дворов, 100 жителей.
- 1959 год — 106 жителей (согласно переписи).
- 2004 год — 42 хозяйства, 107 жителей.